# Celier Vargas
Celier Mario Vargas Caero (Cochabamba, 26 luglio 1938) è un ex arbitro di calcio boliviano, internazionale dal 1978 al 1986.

## Carriera
Iniziò la carriera nel campionato nazionale boliviano nel 1977; al suo primo anno arbitrò la finale del torneo, che decretò la vittoria del The Strongest. Nel 1978 viene nominato internazionale, e nel 1981 diresse per la prima volta in Coppa Libertadores. Chiuse la carriera in ambito nazionale durante la Liga del Fútbol Profesional Boliviano 1986; ha totalizzato 156 presenze in massima serie.